# Park Narodowy Utria
Park Narodowy Utria (hiszp. Parque nacional natural Utria) – park narodowy w Kolumbii położony w departamencie Chocó. Został utworzony 12 kwietnia 1986 roku i zajmuje obszar 643,81 km² (w tym 128,98 km² wód morskich). W 2008 roku został zakwalifikowany przez BirdLife International jako ostoja ptaków IBA. Od czerwca 2023 roku jest częścią rezerwatu biosfery UNESCO o nazwie „Tribugá-Cupica-Baudó”. 

## Opis
Park obejmuje fragment wybrzeża Oceanu Spokojnego wraz z częścią pasma górskiego Serranía del Baudó oraz przybrzeżne wody oceaniczne z zatoką Utría. Znajduje się na północ od zatoki Tribugá, na wysokościach od 0 do 1400 m n.p.m. Główna rzeka to Baudó. Lądową część parku pokrywa wilgotny las równikowy i las namorzynowy. W części oceanicznej występują rafy koralowe. Park w 80 procentach pokrywa się z trzema rezerwatami rdzennej ludności z grupy etnicznej Embera.
Średnia roczna temperatura na poziomie morza wynosi +28 °C. W ciągu roku w parku występuje ponad 300 dni z deszczem, a średnia suma opadów wynosi rocznie około 10 000 mm.

## Flora
W lasach namorzynowych rosną głównie Rhizophora mangle, Laguncularia racemosa, Avicennia germinans i narażone na wyginięcie (VU) Pelliciera rhizophorae i Mora oleifera.
W wilgotnym lesie równikowym występuje narażony na wyginięcie (VU) Handroanthus chrysanthus, a także m.in.: Parkia pendula, Cariniana pyriformis, wilhelmka wytworna oraz figowce.

## Fauna
Zatoka Utría jest miejscem rozmnażania humbaków, orek oceanicznych i narażonych na wyginięcie (VU) kaszalotów spermacetowych. Na piaszczystych plażach jaja składają krytycznie zagrożony wyginięciem (CR) żółw szylkretowy oraz narażone na wyginięcie (VU) żółw oliwkowy i żółw skórzasty.
Ssaki żyjące w parku to zagrożone wyginięciem (EN) czepiak czarnoręki i tapir panamski, narażone na wyginięcie (VU) ponocnica lemurowata, wyjec płaszczowy, kapucynka czarno-biała, pekari białobrody i mrówkojad wielki, a także m.in.: jaguar amerykański, puma płowa, hirara amerykańska, wydrak długoogonowy, ocelot nadrzewny, pakożer leśny, dydelf czarnouchy, leniuchowiec krótkoszyi, leniwiec pstry, ostronos rudy, mrówkojadek jedwabisty, tamandua północna, aguti środkowoamerykański, paka nizinna i mazama ruda.
W parku odnotowano ponad 270 gatunków ptaków. Są to krytycznie zagrożona wyginięciem (CR) ara oliwkowa, zagrożona wyginięciem (EN) penelopa brunatna, narażone na wyginięcie (VU) kusacz ciemny, chruścielak brunatny, kacykowiec kasztanowaty, czubacz zmienny i harpia wielka, a także m.in.: harpia gujańska, szarostrząb, drzym kolumbijski, barwinka złotogłowa, kusogon czarnobrewy, tangarka modrowąsa i brązowiaczek.
Żyje tu ponad 70 gatunków gadów. Są to m.in.: narażony na wyginięcie (VU) krokodyl amerykański, a także pęz dwubarwny, Oxybelis brevirostris, boa dusiciel, boa prążkowany, żararaka rogata, Bothrops nasutus, groźnica niema, koralówka czerwonoogonowa, Micrurus ancoralis, Micrurus carinicauda, Rhinoclemmys punctularia, kajman okularowy.
Z płazów w parku występuje krytycznie zagrożony wyginięciem (CR) drzewołaz wytworny, narażony na wyginięcie (VU) Hemiphractus fasciatus, a także m.in.: Atelopus spurrelli, Andinobates altobueyensis i drzewołaz karłowaty.